# 巴登的威廉明妮
巴登的威廉明妮（德語：Wilhelmine von Baden，1788年9月21日—1836年1月27日），黑森大公夫人，1830年至1836年在位。

## 家庭
1804年，威廉明妮和表哥路德維希結婚，兩人共有3子2女：
1. 路德維希（1806年—1877年），黑森大公
2. 卡爾（1809年—1877年）
3. 伊莉莎白（1821年—1826年），夭折
4. 亞歷山大（1823年—1888年）
5. 瑪麗（1824年—1880年），俄羅斯皇后，婚後改名瑪麗亞·亞歷山德羅芙娜